# 地球模拟器

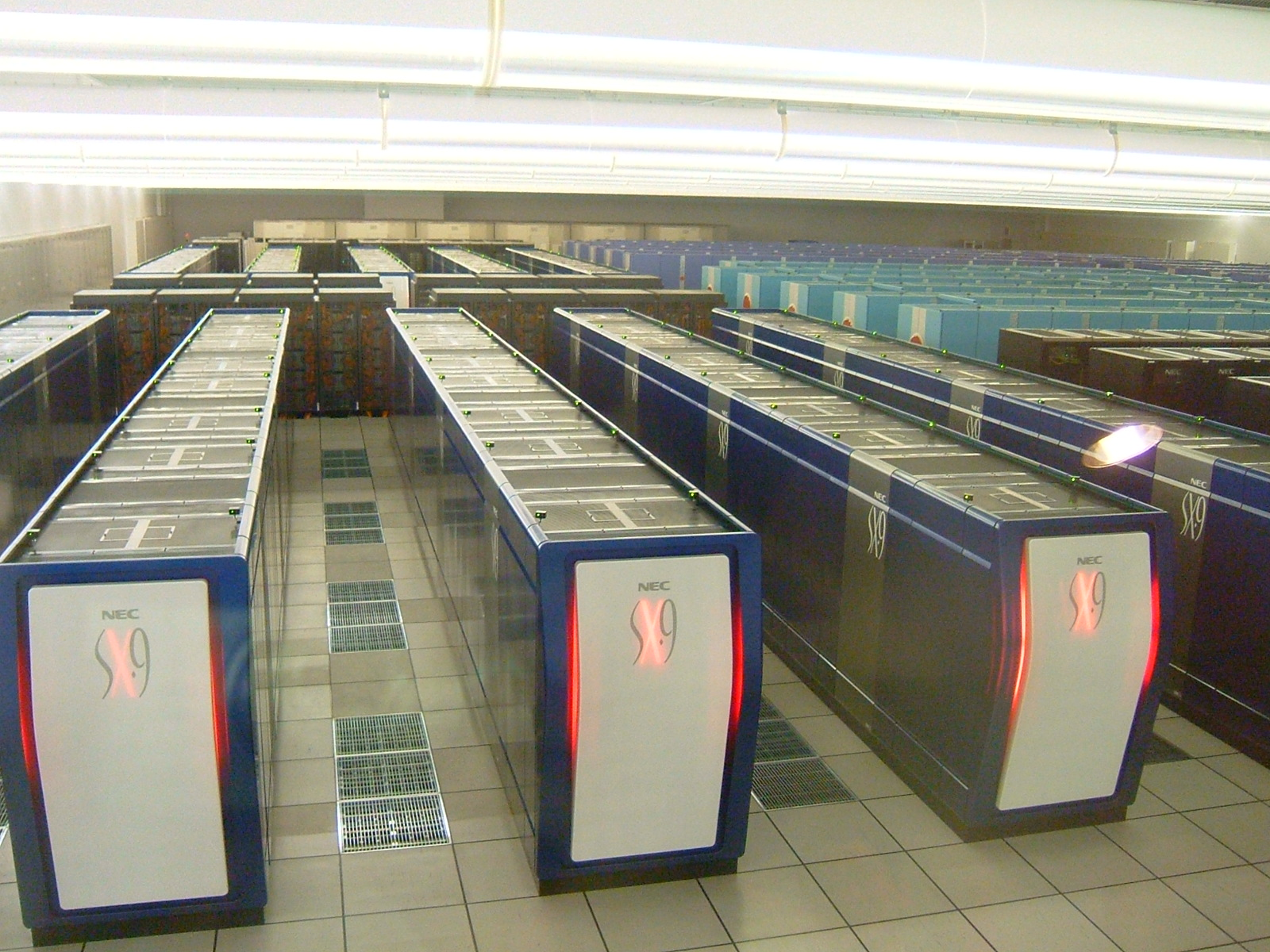
地球模擬器

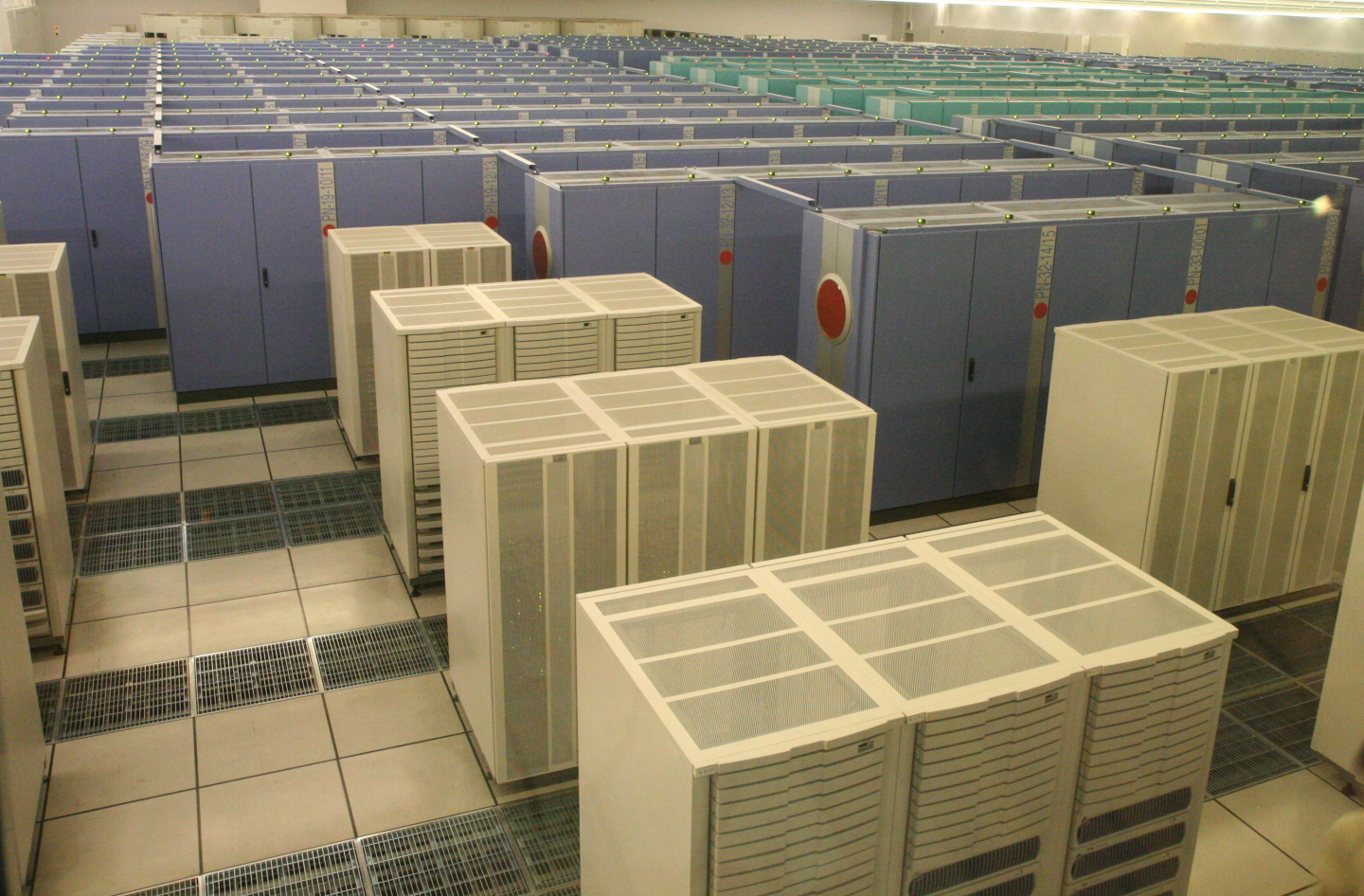
地球模擬器（第一代舊系統）

地球模拟器（Earth Simulator）是2002年3月15日開始運作的矢量型超级计算机，1998年日本科學技術廳（2001年1月6日與文部省合併為文部科學省）投入600億日元經費，日本原子能研究所（2005年10月1日與日本核燃料開發機構合併為日本原子能研究開發機構）、宇宙航空研究開發機構、海洋研究開發機構共同开发，機體設置於海洋研究開發機構橫濱研究所（位於日本神奈川縣橫濱市金澤區）內。

## 概觀
“地球模拟器”通过在计算机内设置“虚拟地球”，以预测及解析整个地球的大气循环预测、温室化预测、地壳变动、地震发生等大规模计算为目的而开发。其原形是NEC的矢量型超级计算机“SX-5”。
“地球模拟器”是由640台用来进行演算处理的“计算节点”（机体的长和宽均为1×1.4米，高为2米）和65台用于连接计算结点的网络设备构成。每个计算结点上配备有8个最大为8 GigaFLOPS（1 GigaFLOPS＝1秒钟进行10亿次的浮点运算）的NEC产处理器和16GB的共享内存。计算结点和网络设备由通信速度为12.3GB/秒的网络连接，使用的电缆总长度达2800公里。整套设备共占用空间达3200平方米。“地球模拟器”的开发始于1999年。开发费用总计达400亿日元。
2002年4月，“地球模拟器”在接受超级计算机的世界标准“Linpack”的基准测试时，运算性能达到了35.61 TeraFLOPS（1 TeraFLOPS＝1秒钟进行1万亿次的浮点运算），当时一度是世界上最高性能的超级计算机。由于其实际性能达到了此前世界最高性能的美国IBM「ASCI White」超级计算机的5倍以上，因此美国媒体甚至将其称为“Computenik”（新造词汇，表示1957年苏联率先美國发射人造卫星 Sputnik 以来受到的又一次重大冲击）。

## 被取代
地球模拟器的排名已被SX-8、IBM的「藍色基因（BlueGene/L）」以及美國太空總署的「哥倫比亞（Columbia）」等所超越，2007年11月時居第30位。
NEC本身最新推出的SX-8高级计算机颠峰时刻的每秒运算次数能够达到65万亿次，持续运算的速度约在颠峰运算速度的90%左右，大约为每秒58.5万亿次。

## 相關網站
- 「地球模擬器」官方網站（页面存档备份，存于）（日語）（英文）
- TOP500 Supercomputer Sites（页面存档备份，存于）（英文）

| 紀錄                                | 紀錄                                     | 紀錄                                |
| ----------------------------------- | ---------------------------------------- | ----------------------------------- |
| 前任者： ASCI White 7.226 teraflops | 世界最强的超级电脑 2002年3月－2004年11月 | 繼任者： 蓝色基因/L 70.72 teraflops |